# Frank H. Hitchcock

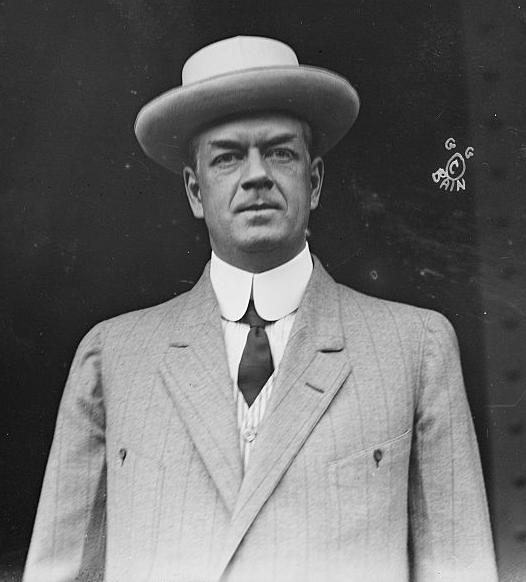
Frank H. Hitchcock

Frank Harris Hitchcock (* 5. Oktober 1867 in Amherst, Lorain County, Ohio; † 25. August 1935 in Tucson, Arizona) war ein US-amerikanischer Politiker (Republikanische Partei), der im Kabinett von US-Präsident William Howard Taft das Amt des Postministers bekleidete.

## Berufliche Laufbahn
Nach seinem Abschluss an der Harvard University im Jahr 1891 ging Hitchcock nach Washington, wo er in Regierungsdienste trat und zunächst für das Finanz- sowie später für das Landwirtschaftsministerium arbeitete. 1895 beendete er an der Columbia University sein Jura-Studium als Bachelor und Master und wurde in die Anwaltskammer aufgenommen. Im Jahr 1903 übernahm er dann den Posten des Chief Clerk im Handels- und Arbeitsministerium.

## Politik
Sein erstes höheres politisches Amt bekleidete Hitchcock 1904 als stellvertretender Sekretär des Republican National Committee. Von 1905 bis 1908 war er in der Regierung Roosevelt stellvertretender Postmaster General. Im Vorfeld der Präsidentschaftswahl 1908 leitete er die Wahlkampagne von William Howard Taft, der nach dem siegreichen Ausgang Hitchcock als Postminister in sein Kabinett holte. Im selben Jahr wurde er Vorsitzender des Republican National Committee, was er bis 1909 blieb.
Während seiner vierjährigen Amtszeit als Postmaster General erwarb er sich vor allem durch seine Einführung der Luftpost bleibende Verdienste; auch das Postal Savings System, eine Postsparkasse, rief er ins Leben. Dies war auch seinem Bestreben geschuldet, das Postwesen in den USA zu reformieren und Verluste aus früheren Jahren aufzufangen, die durch die Auslieferung von Zeitungen und Zeitschriften entstanden war. Überdies bevollmächtigte Hitchcock die örtlichen Postmeister, in Zusammenarbeit mit lokalen Wohlfahrtseinrichtungen Briefe von Kindern an Santa Claus zu befördern. Sein Engagement für die Luftpost führte zu seinem Eintritt ins Air Corps der US Army, wo er es bis zum Colonel brachte.

## Weiterer Lebensweg
Mit der Wahlniederlage von Präsident Taft bei der Präsidentschaftswahl 1912 schied auch Hitchcock aus der Regierung aus. Er leitete vier Jahre später den erfolglosen Wahlkampf des republikanischen Kandidaten Charles Evans Hughes gegen Amtsinhaber Woodrow Wilson. Bei den beiden folgenden Präsidentschaftswahlen war er für die Kampagnen von Leonard Wood (1920) und Hiram Johnson (1924) verantwortlich, die jeweils schon in den Vorwahlen der Republikaner scheiterten.
1928 erwarb Frank Hitchcock die Zeitung Tucson Citizen, deren Herausgeber er wurde. Zwischen 1923 und 1933 vertrat er Arizona noch einmal im Republican National Committee.